# Leyson Séptimo
Leyson Séptimo (Santo Domingo, 7 de julio de 1985) es un lanzador dominicano de ligas menores que se encuentra en la organización de los Medias Blancas de Chicago.
El 3 de junio de 2011, Séptimo fue reclamado en waivers por los Medias Blancas desde los Diamondbacks de Arizona y enviado a Doble-A con los Birmingham Barons, donde hizo 22 salidas como relevista. El 19 de octubre, fue enviado a Triple-A con los Charlotte Knights.